# Peter van der Veen
Peter van der Veen (Rotterdam, 28 juni 1972) is een Nederlands voetbalcoach en voormalig voetballer.

## Spelerscarrière
Van der Veen speelde als aanvaller bij SBV Excelsior en op amateurbasis voor Dordrecht '90, maar brak niet echt door. Op zijn zevenentwintigste stopte Van der Veen met voetbal en werd hij hovenier.

## Trainerscarrière
Van der Veen werkte als jeugdtrainer bij Sparta Rotterdam en AFC Ajax. Van 2016 tot 2020 werkte hij voor de KNVB, waar hij verschillende leeftijdscategorieën coachte. Met Nederland –17 won hij in 2019 het EK onder 17 in Ierland. Later dat jaar werd hij met de Nederlandse U17 ook vierde op het WK onder 17 in Brazilië. Dat Nederland in Brazilië de halve finale haalde was best wel opmerkelijk, want in de groepsfase verloor het zijn eerste twee groepswedstrijden van Japan en Senegal. Nederland behoorde uiteindelijk toch tot de vier beste derdes, waarna het in de knock-outfase won van Nigeria en Paraguay.
In juli 2020 ging hij aan de slag bij de Belgische tweedeklasser Lommel SK, waar hij de assistent werd van hoofdtrainer Liam Manning. Toen Manning een jaar later opstapte om bij Milton Keynes Dons FC aan de slag te gaan, nam Van der Veen zijn positie als hoofdtrainer over. Op 14 december 2021 stopte Van der Veen als trainer van Lommel.
In februari 2022 werd Van der Veen assistent van Sjota Arveladze bij het Engelse Hull City, dat toen uitkwam in de Championship. Toen Arveladze op 30 september 2022 ontslagen werd, betekende dat ook het einde van Van der Veens avontuur in Engeland. Op het einde van het kalenderjaar ging hij als assistent-trainer aan de slag bij de Franse eersteklasser Troyes AC, die net als Lommel deel uitmaakt van de City Football Group. Hij werd er de assistent van de Australiër Patrick Kisnorbo. Op 12 maart 2023 verving hij de zieke Kisnorbo in de competitiewedstrijd tegen FC Lorient, die Troyes met 2-0 verloor. Op het einde van het seizoen zakte Lorient naar de Ligue 2.
In 2023 keerde Van der Veen terug naar de KNVB, waar hij bondscoach werd van Nederland –18. Een jaar later schoof hij door naar het Onder 19-elftal van de bond. Hij plaatste zich met dit team voor het Europees kampioenschap voetbal onder 19 jaar van 2025 in Roemenië. Op 10 juni 2025 werd bekend dat Van der Veen na dit eindtoernooi zou vertrekken bij de KNVB. Hij sloot zijn dienstverband bij de KNVB sloot hij af met een Europese kampioenschap voetbal onder 19, nadat Spanje –19 met 0-1 werd verslagen.